# Вишна Рибњица
Вишна Рибњица (слч. Vyšná Rybnica) насељено је мјесто са административним статусом сеоске општине (слч. obec) у округу Собранце, у Кошичком крају, Словачка Република.

## Становништво
| Година:    | 1994. | 2004.   | 2014.   | 2024. |
| ---------- | ----- | ------- | ------- | ----- |
| Број људи: | 382   | 379     | 360     | 396   |
| Разлика:   |       | -0,78 % | -5,01 % | +10 % |

| Година:    | 2023. | 2024.   |
| ---------- | ----- | ------- |
| Број људи: | 399   | 396     |
| Разлика:   |       | -0,75 % |

Према подацима о броју становника из 2024. године насеље је имало 396 становника.